# Zofia Kowalewska (pisarka historyczna)
Zofia Kowalewska (ur. 1853 w Baksztach Małych, zm. 1918 w Mińsku) – polska pisarka historyczna, działaczka narodowa, oświatowa i społeczna w guberni mińskiej, ziemianka.

## Życiorys
Zofia Kowalewska z Łętowskich urodziła się w rodzinie ziemiańskiej w 1853 w Baksztach Małych w guberni mińskiej. Była żoną Eugeniusza Zawadzkiego pochodzącego z powiatu wileńskiego. W swoim majątku, w którym spędziła większość życia, prowadziła działalność oświatową i tajne nauczanie języka polskiego i historii Polski. Utrwalała ducha polskości wśród okolicznych włościan i dworów.
W swoich książkach opisywała dążenia i nadzieje Polaków podczas powstania styczniowego, życie społeczeństwa polskiego w Mińsku. Napisała książki opowiadające o działalności organizacji powstańczych i dziejach powstańców z 1863 r. 
Większość jej książek wydawana była przez księgarnię Józefa Zawadzkiego w Wilnie. Interesowała się folklorem chłopskim i etnografią. Wspierała Polskie Towarzystwo Oświaty i Dobroczynności w Mińsku. Pisała artykuły i nowele w Kurierze Litewskim i Wiśle. 
W Tygodniku Ilustrowanym nr 6 z 1918 roku napisano: Umierała, pytając o przebieg walk legionów. Cześć Jej światłej pamięci!
Zmarła 22 lutego 1918 roku w Mińsku. 

## Wybrana twórczość
- Obrazki Mińskie 1850-1863, nakładem księgarnia Józefa Zawadzkiego w Wilnie ,1912
- Ze wspomnień wygnańca z roku 1863, nakładem księgarnia Józefa Zawadzkiego w Wilnie, 1912
- Z pamiętników doktora:powieść współczesna, nakładem księgarnia Józefa Zawadzkiego w Wilnie 1913
- Dzieje powstania lidzkiego: wspomnienie o Ludwiku Narbucie, nakładem Wyd. "Dziennika Wileńskiego" w Wilnie, 1934